# Chlorops mixtus
Chlorops mixtus är en tvåvingeart som beskrevs av Becker 1910. Chlorops mixtus ingår i släktet Chlorops och familjen fritflugor. Inga underarter finns listade i Catalogue of Life.